# Rogowo (Miłomłyn)
Pour les articles homonymes, voir Rogowo.
Rogowo est un village polonais de la voïvodie de Varmie-Mazurie, dans le powiat d'Ostróda.